# کارل دوک
کارل اس دوئِک (به انگلیسی: Carol Dweck) (زادهٔ ۱۹۴۶) استاد روانشناسی در دانشگاه استنفورد است. خانم دوک به خاطر کتاب ذهنیت (یا طرز فکر) و فعالیت‌هایش در زمینه ۲گونه طرز فکر که آن‌ها را طرز فکر رشد و طرز فکر ثبات نام نهاده، شهرت دارد. او پیش از پیوستن به دانشگاه استنفورد در سال ۲۰۰۴ در دانشگاه کلمبیا و دانشگاه هاروارد تدریس کرده بود. همچنین وی یکی از اعضای انجمن علوم روانشناسی آمریکا است. پروفسور دوئک همچنین یکی از چهره‌های شاخص روانشناسی مثبت است.